# 戈福鼎
戈福鼎（1914年—1988年），男，安徽广德人，中国农林专家、政治人物，曾任民盟中央委员，第四、五届全国政协委员。